# Lazarus Ledd
Lazarus Ledd je talijanski strip kojeg su 1992. godine osmislili Ado Capone i Giancarlo Olivares. Objavljuje se od lipnja 1993. godine u izdanju Edizione Star Comics.